# Papillons de nuit (film)
Pour les articles homonymes, voir Papillon de nuit (homonymie).
Pour plus de détails, voir Fiche technique et Distribution.
Papillons de nuit est un film français réalisé par John Randolph Pepper, sorti en 2002.

## Fiche technique
- Titre : Papillons de nuit
- Réalisation : John Randolph Pepper
- Scénario : Pascal Bancou, John Pepper	et John Patrick Shanley
- Production : Cathy Lemeslif et Marie-Françoise Rousset-Rouard
- Musique : Hervé Legrand
- Photographie : Eduardo Serra
- Montage : Jacques Witta
- Décors : Jean-Louis Poveda
- Son : Paul Lainé
- Pays de production :  France
- Langue : français
- Format : couleurs - 1,66:1 - Dolby Digital
- Genre : comédie dramatique
- Durée : 82 minutes
- Date de sortie :
- France : 16 janvier 2002

## Distribution
- Léa Drucker : Roberta
- Éric Poulain : Danny
- Pierre Chevallier : le père
- Marie-Christine Lafosse : la mère
- Jonathan Reyes : le fils
- Ronald Guttman
- Électra Weston : la barmaid